# Victor-Constant Michel

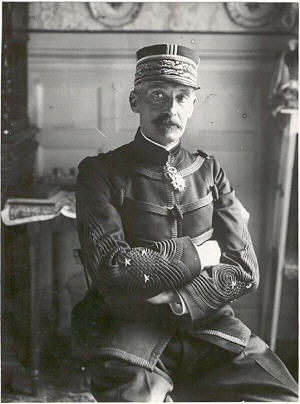
Victor-Constant Michel, 1910

Victor-Constant Michel (* 30. Januar 1850 in Auteuil; † 8. November 1937) war ein französischer Offizier, zuletzt Général de division, und designierter Oberbefehlshaber des französischen Heeres in der Zeit vor dem Ersten Weltkrieg.

## Laufbahn
Michel war der Sohn eines Gendarmen, wurde an der Militärschule Saint-Cyr ausgebildet und kämpfte im Deutsch-Französischen Krieg sowie bei der Niederschlagung der Pariser Kommune. Anschließend absolvierte er eine Generalstabsausbildung. 1890 wurde er zum lieutenant-colonel und am 13. Dezember 1893 zum sous-chef de cabinet des neuen Kriegsministers Auguste Mercier ernannt. Am 26. Februar 1894 wurde er colonel und erhielt das Kommando des 67e régiment d'infanterie. Am 28. Dezember 1897 wurde er Général de brigade und befehligte erst die 10e, dann die 22e brigade d'infanterie. Am 30. Dezember 1902 wurde er Général de division und erhielt den Befehl über die 42e division d'infanterie. Am 26. März 1906 erhielt er das Kommando des 2. Armeekorps. Am 22. Dezember 1907 wurde er zum Mitglied im Conseil supérieur de la guerre (Oberster Kriegsrat) ernannt.
Vom 10. Januar bis zum 28. Juli 1911 bekleidete er den Posten des Vizepräsidenten des Conseil supérieur de la guerre und war somit designierter Oberbefehlshaber der französischen Armee im Kriegsfall. 1911 schlug er eine komplette Umorganisation der französischen Mobilmachungspläne vor, die davon ausging, dass ein deutscher Angriff durch das neutrale Belgien erfolgen würde, wie es dann 1914 auch tatsächlich der Fall war. Er forderte daher die Massierung der Hauptkräfte von 11 Armeekorps, das 8., 9., 10., 11., 12. und 13. zwischen Lille und Avesnes-sur-Helpe (490.000 Mann), das 16., 17. und 18. zwischen Hirson und Rethel (280.000 Mann), das 1. und 2. Korps, direkt an der französisch-belgischen Grenze zu stationieren, um einen etwaigen Angriff zurückzuschlagen. Zur Verteidigung der Ostgrenze zwischen Montmédy und Belfort sollten das 6., 7. und 20. Armeekorps (jedes zu drei Divisionen) verbleiben. Zur Verstärkung standen drei Korps bei Paris (3., 4. und 5. Korps), die beiden Korps an den Alpen (14. und 15. Korps), das afrikanische Korps (19. Korps) und ein bei der Mobilisation neu aufzustellendes Korps (21. Korps).
Gleichzeitig, um die notwendigen Kräfte aufzubringen, wurde vorgeschlagen, die personellen Unterschiede zwischen den aktiven und den Reserveeinheiten abzuschaffen und bei der Mobilisation die Brigade, die im Frieden aus zwei aktiven Regimentern bestand, durch die beiden zugewiesenen Reserveregimenter zu verstärken. Das würde die Personalstärke der Divisionen und Armeekorps verdoppeln. Die Dauer der Mobilmachung würde sich dadurch um einige Tage verzögern. Weiterhin sollte die Ausstattung der schweren Artillerie mit Geschützen erhöht werden.
Dies widersprach der damals im französischen Generalstab dominierenden Offensivdoktrin und ebenso der dort herrschenden Ablehnung schwerer Artillerie, die als hinderlich bei Offensivbewegungen betrachtet wurde.
Hauptvertreter dieser Offensivdoktrin war Louis Loyzeau de Grandmaison, der 1911 durch zwei Vorträge an der École supérieure de guerre zum Vordenker einer offensive à outrance wurde, eines ohne Rücksicht auf Verluste geführten Angriffs bis zum Äußersten.
Eine derartige rücksichtslose Offensive verlangte jedoch nach damaliger Einschätzung den Einsatz besonders ausgebildeter Kräfte, Reservisten hielt man dafür für untauglich. Michels Plan dagegen basierte auf dem Einsatz von Reserveregimentern, um die notwendige Truppenstärke zu erreichen.
Grandmaison unterstützte mit seiner Offensivdoktrin die „Rebellion der Jungtürken“ in der französischen Militärführung und wurde zum Gegner der defensiven Konzepte Michels. Er erhielt dabei Rückhalt durch Philippe Pétain, damals Professor an der École supérieure de guerre und selbst ein Gegner der offensive à outrance, der meinte, dass Michel das Vertrauen der Armee verloren habe.

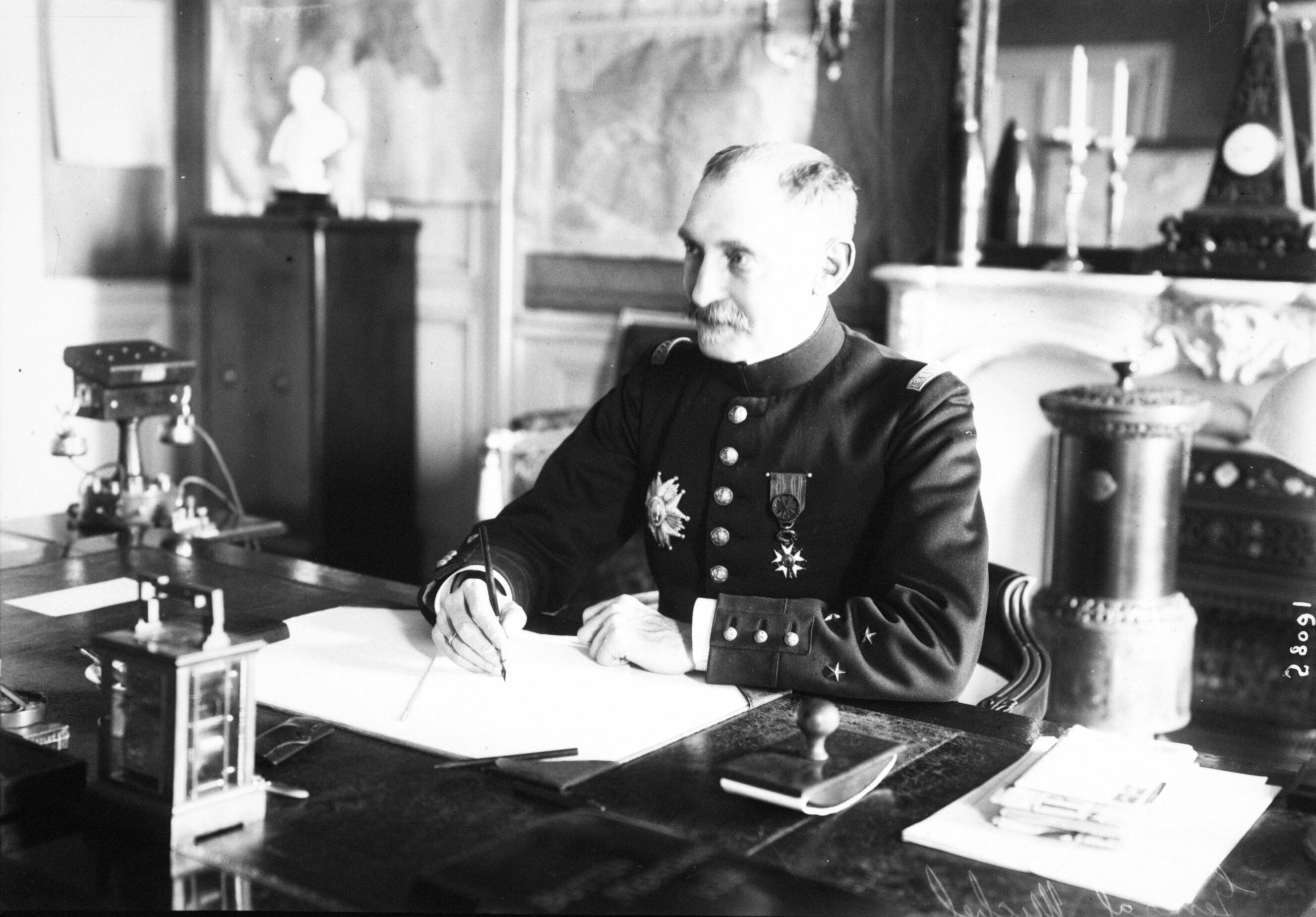
Victor-Constant Michel 1913

Den Forderungen des obersten Kriegsrates vom 19. Juli 1911 nachkommend, wurde die Abschaffung der Reservedivisionen verworfen.
Nachdem man die Auseinandersetzungen zwischen Michel und dem Generalstab an die Presse hatte durchsickern lassen und entsprechender Berichterstattung erschien Michels Position in der Öffentlichkeit als nicht mehr haltbar. Am 28. Juli wurde er vom Kriegsminister Adolphe Messimy zum Rücktritt gezwungen. Zu seinem Nachfolger wurde Joseph Joffre ernannt.
Tatsächlich erfolgte der deutsche Angriff über Belgien, wobei das deutsche Heer – wie von Michel gefordert – Reserveeinheiten in den Frontkampf einbezog, weshalb Michels Plan von Historikern wie Ronald H. Cole im Nachhinein als hellsichtig bezeichnet wurde. Entsprechend der offensive à outrance mit dem Bajonett zu führenden Sturmangriffe dagegen erwiesen sich im Ersten Weltkrieg vielfach als katastrophal.
Im August 1914, also bei Beginn des Ersten Weltkriegs, war Michel Militärgouverneur von Paris. In dieser Position wurde er am 26. August 1914 auf Befehl von Messimy durch General Joseph Gallieni  abgelöst. Danach erhielt er kein Kommando mehr.
Michel starb am 8. November 1937 im Alter von 87 Jahren.